# Villeau
Villeau era un comune francese di 173 abitanti situato nel dipartimento dell'Eure-et-Loir nella regione del Centro-Valle della Loira. Dal 1° gennaio 2019 è comune delegato del comune di Éole-en-Beauce.

## Società

### Evoluzione demografica
Abitanti censiti